# スパイス・スーク (ドバイ)

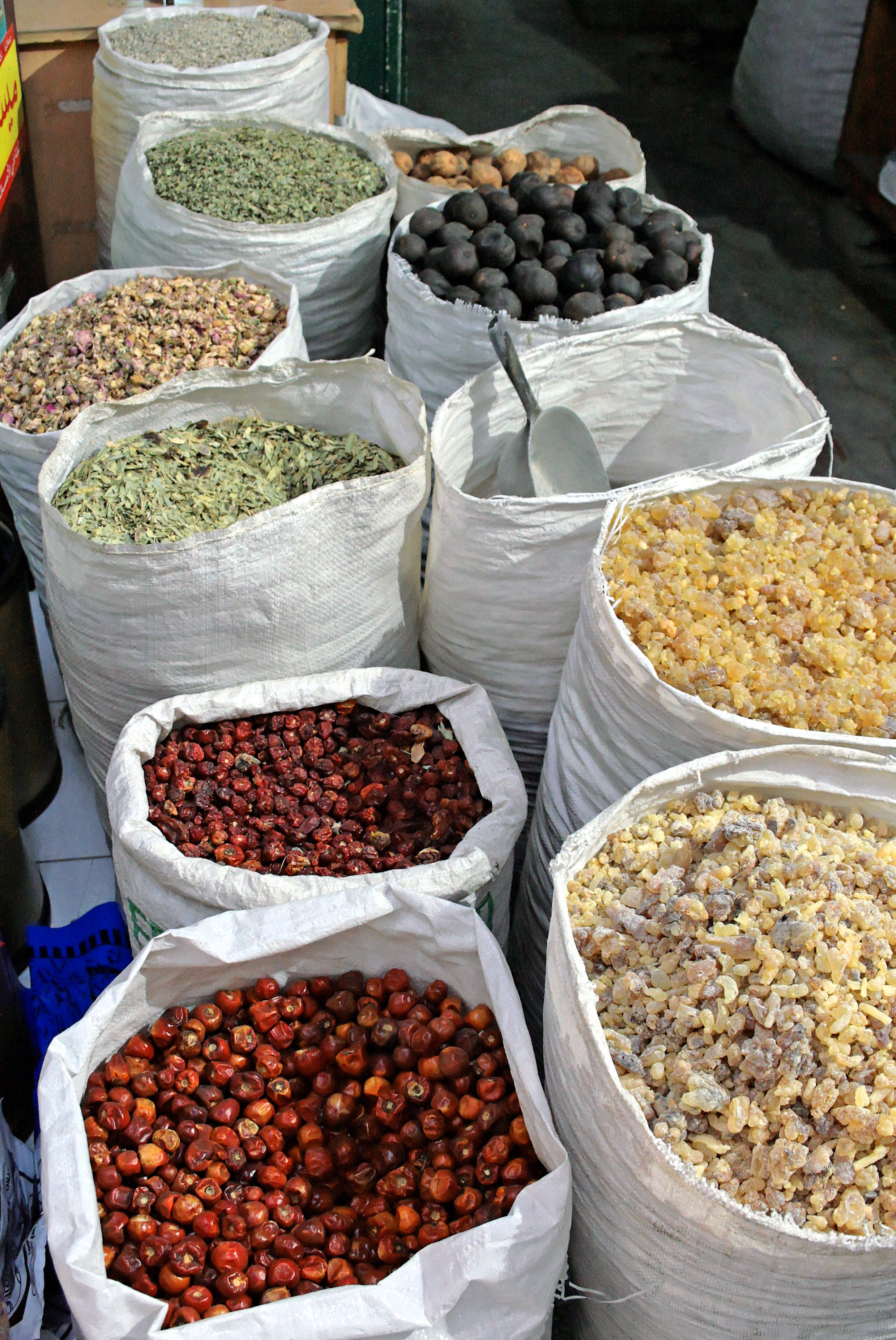
スパイス・スークで売られる香辛料等

スパイス・スーク（アラビア語: سوق التوابل，英語: Spice Souk）は、アラブ首長国連邦のドバイのディラ地区にあるスーク（市場）。ディラ・オールド・スーク（Deira Old Souk）と呼ばれることもある。
スパイス・スークはドバイ・クリークにほど近い場所の全長約140mのアーケード商店街で、香草・ドライフルーツ・ナッツ・薬草や香辛料などを売る店が軒を連ねている。中近東の香辛料貿易は紀元前3000年頃に遡る歴史があるが、ドバイのスパイス・スークが形成されたのは1850年頃のことである。

## アクセス
- ドバイ・メトロ アル・ラス駅の南東 約300m
- アブラ ディラ・オールド・スーク渡船場の北 約100m

## ドバイの主なスーク
- ゴールド・スーク
- スパイス・スーク
- テキスタイル・スーク

## 中近東の香辛料市場
- エジプシャン・バザール（トルコ、イスタンブール）
- スパイス・スーク（アラブ首長国連邦、ドバイ）